# Madidi nationalpark
Madidi nationalpark är en nationalpark i Bolivia.   Den ligger i provinsen Abel Iturralde och departementet La Paz, i den nordvästra delen av landet, 700 km nordväst om huvudstaden Sucre. Madidi National Park ligger 247 meter över havet.